# 갤버스턴 (영화)
《갤버스턴》(영어: Galveston)은 2018년에 개봉한 미국의 드라마 범죄 영화이다.

## 줄거리
1988년, 뉴올리언스의 히트맨 로이 케이디는 말기 폐암 진단을 받고 의사 사무실을 뛰쳐나온다. 로이는 술을 많이 마시는 범죄 해결사이자 계약 살인청부업자로, 그의 상사는 그를 배신 계획에 끌어들인다. 자신을 죽이려는 암살자들을 먼저 죽인 후, 로이는 붙잡혀 있는 젊은 콜걸 록키를 발견하고 마지못해 그녀를 데리고 도망친다.
로이의 고향 갤버스턴으로 차를 몰던 중, 록키는 로이에게 옐로 페이지에서 찾았기 때문에 합법적인 사업이라고 생각했고, 실제로는 어떤지 전혀 몰랐다고 말한다. 그들은 바에 들러 술에 취하고, 록키는 로이에게 성적인 호의를 제안하지만 그는 그녀를 거부한다. 다음날 아침, 록키는 자신에게 빚진 돈을 받을 수 있다며 로이에게 차를 세워달라고 요청한다. 차에 앉아 있던 로이는 총소리를 듣고, 록키는 세 살배기 여동생 티파니와 함께 차로 돌아온다. 록키는 로이에게 벽에 총을 쏴 아무도 다치게 하지 않았다고 말하지만, 로이는 나중에 록키가 의붓아버지를 총으로 쏴 죽였다는 것을 알게 된다.
로이가 며칠 동안 떠나 과거의 전 애인과 화해하고 돌아오자, 록키의 실제 이야기와 그녀가 (로이가 영원히 떠났다고 생각하여) 다시 콜걸로 일하고 있다는 것을 알게 된다. 그는 그녀가 여동생이라고 주장했던 티파니가 사실은 의붓아버지에게 강간당해 낳은 딸이라는 것을 알게 된다. 로이는 예전 상사에게 실패한 함정수사에서 발견한 증거 서류로 협박하여 침묵하는 대가로 75,000달러를 요구한다. 갤버스턴에서 안전과 피난처를 찾기로 결심한 그는 록키에게 돈을 주겠다고 말하고 학교에 가서 무언가가 되라고 설득한다.
로이와 록키가 지역 바에서 데이트를 하던 중 마침내 서로의 감정을 인정하기 시작할 때, 그들은 로이의 옛 상사에게 속한 일당에게 붙잡힌다. 그들은 헤어지고 로이는 심하게 구타당한다. 얼마 후, 그의 과거에서 온 한 여인이 그를 찾아 그를 풀어주며, 누군가 그를 찾기 전에 도망치라고 말한다. 그는 록키를 찾아 다른 방에서 심한 구타와 윤간으로 죽어 있는 그녀를 발견한다. 로이는 건물에서 탈출하여 밖에서 경호원을 죽이고 그의 차와 총을 빼앗는다. 그는 감정적으로 큰 충격을 받으며 떠나다가 교통사고를 당한다. 그는 병원에서 깨어나는데, 간호사가 그에게 암이 아니라 아스페르길루스증이며, 그의 상태는 치료 가능하다는 말을 한다.
로이는 여러 혐의로 체포되어 감옥에 간다. 그의 전 상사의 변호사가 그를 만나 티파니가 어디 있는지 알고 있으며, 그가 경찰에 말하면 그녀와 모텔 직원을 죽일 것이라고 암시한다. 록키와 티파니에 대한 사랑 때문에 그는 20년 후에 풀려날 때까지 침묵을 지킨다. 이제 성인이 된 티파니가 허리케인 아이크를 앞두고 마을이 준비하는 동안 그의 문 앞에 나타난다. 로이는 그녀에게 진실을 말하겠지만, 그 후에는 그녀의 안전을 위해 떠나기를 원한다고 말한다. 그는 록키가 사실 그녀의 어머니였고 버려진 것이 아니라고 말해 그녀에게 필요한 종결을 준다. 로이는 록키의 회상을 겪으며 해변으로 걸어가는 모습이 보인다.

## 캐스팅
주연
- 벤 포스터 : 로이 역
- 엘르 패닝 : 록키 역

조연
- 보 브리지스 : 스탠 역
- 릴리 라인하트 : 티파니 역
- 애니스턴 프라이스 : 어린 티파니 역
- 틴슬리 프라이스 : 어린 티파니 역
- 로버트 아라마요 : 트레이 역
- 마리아 발베르드 : 카르멘 역
- 아데페로 오두예 : 로레인 역
- C.K. 맥팔랜드 : 낸시 역
- 크리스토퍼 아미트라노 : 제이 역
- 마이클레이 에스카밀라 : 안젤로 역